# Jupiter (Schiff, 1939)
HMS Jupiter (F85) war ein britischer Zerstörer der J-Klasse. Der am 25. Juni 1939 in Dienst gestellte Zerstörer diente anfangs in der 7. Zerstörerflottille der Home Fleet.
Im Zweiten Weltkrieg wurde er mit den Battle Honours Mediterranean 1941 und Malaya 1942 ausgezeichnet. Am 28. Februar 1942 lief die Jupiter bei Java auf eine Mine und ging unter.

## Geschichte
HMS Jupiter wurde mit seinem Schwesterschiff Kipling im März 1937 bei Yarrow & Company in Scotstoun, Glasgow, bestellt und am 28. September 1937 als Neubau 1705 auf Kiel gelegt. Am 27. Oktober 1938 lief sie als sechste Jupiter der Royal Navy vom Stapel; zuletzt hatte das Einheitslinienschiff Jupiter der Majestic-Klasse den Namen getragen.
Der neue Zerstörer wurde dann am 25. Juni 1939 als fünftes Schiff der neuen Klasse in Dienst gestellt. Nach der Indienststellung wurde sie der neugebildeten 7. Zerstörerflottille der Home Fleet zugeteilt.

### Einsätze 1939/1940
Ein Kennzeichen der ersten Einsatzzeiten der Jupiter waren etliche Kollisionen und Maschinenschäden, die zu häufigen Werftliegezeiten führten, was sie aber nicht von den anderen Einheiten der Klasse unterschied. So kollidierte die Jupiter Ende September 1939 mit dem Schwesterschiff Jervis. Eine gute Woche später musste sie nach einem Maschinenschaden von der Jervis eingeschleppt werden, um dann drei Wochen später die Javelin nach der Kollision mit einem Handelsschiff nach Middlesbrough einzuschleppen. Das Schiff kam im April 1940 anfangs vor Norwegen zur Sicherung der schweren Einheiten der Home Fleet in See zum Einsatz, griff aber nicht in die Kämpfe zur Abwehr der deutschen Besetzung (Unternehmen Weserübung) ein und befand sich seit Ende April in der Werft, um einige Konstruktionsmängel zu beseitigen. Ende Mai wurden die Zerstörer der J- und K-klasse in der „5th Destroyer Flotilla“ zusammengefasst, da die Einsatzfähigkeit der neuen Zerstörer weiterhin nicht den Wünschen entsprach. Zum Monatsende verfügte die Flottille mit Kelvin, Jackal und Javelin nur über drei einsatzbereite Zerstörer. Neben der Jupiter befanden sich auch Jaguar, Jersey, Jervis sowie Kelly, Kipling und Kashmir in der Reparatur.

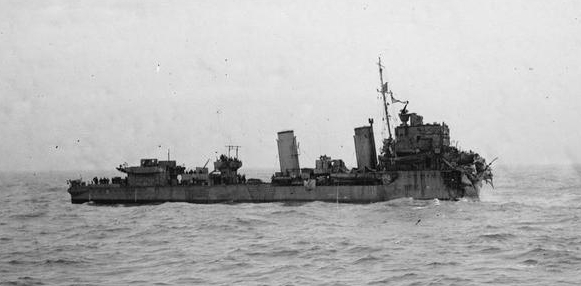
Die Express nach einem Minentreffer

Am 31. August 1940 sicherte die Jupiter dann zusammen mit der Kelvin und der Vortigern einen Einsatz der 20. (Minenleger-)Zerstörerflottille zu einer Minenunternehmung nahe Texel, als Esk, Intrepid , Icarus , Ivanhoe und Express in eine bislang unbekannte deutsche Minensperre gerieten.
Die Jupiter schleppte die schwerbeschädigte Express dann einen großen Teil der Strecke zurück zur Basis.
siehe Texel-Desaster
Im Oktober 1940 verlegte die britische 5. Zerstörerflottille mit der Jupiter nach Plymouth, um von dort zur Abwehr der nach Brest verlegten Zerstörer der Kriegsmarine zur Verfügung zu stehen. In der Nacht vom 10. auf den 11. sicherte der Zerstörer mit Javelin, Jaguar, Jackal, Kashmir, Kelvin und Kipling die Beschießung von Cherbourg durch das Schlachtschiff Revenge und die Kreuzer Newcastle und Emerald. Auch ein Teil der Zerstörer beschoss Ziele in der französischen Hafenstadt.
Auf dem Rückmarsch kam es zu einem kurzen Gefecht zwischen der deutschen 5. Torpedobootsflottille mit Greif, Kondor, Falke, Seeadler und Wolf und den britischen Zerstörern Jackal, Jaguar, Kelvin, Kipling und der Jupiter. Die deutschen Torpedoboote waren in das Gebiet der Isle of Wight vorgedrungen, um den britischen Küstenverkehr anzugreifen, befanden sich ebenfalls auf dem Rückmarsch und wichen den britischen Einheiten aus.
Am 17./18. versuchten die beiden britischen Kreuzer mit einigen der vorgenannten Zerstörer erstmals, die ausgelaufenen deutschen Zerstörer zu stellen. Jupiter konnte wegen Maschinenproblemen nach der Feuereröffnung den eigenen Schiffen nicht folgen. Den vier deutschen Zerstörern gelang es, sich von den Briten abzusetzen und nach Brest zurückzulaufen.

Die Jupiter war am letzten Einsatz der 5. britischen Flottille mit Jackal, Javelin, Jersey und Kashmir am 28./29. November 1940 beteiligt, als  Karl Galster, Hans Lody und Richard Beitzen unter dem F.d.Z., Kapitän zur See Erich Bey, einen britischen Konvoi nahe Land’s End angriffen. Die Deutschen versenkten zwei Schlepper und einen Leichter und schossen einen Küstendampfer in Brand, bevor die britischen Zerstörer eingriffen. Vermutlich durch Lody erhielt der britische Führungszerstörer Javelin mit dem Flottillenchef Captain Lord Mountbatten zwei Torpedotreffer und konnte nur als Rumpftorso von 155 Fuß (ft) (47 m) des ursprünglich 353 ft (108 m) langen Zerstörers im Schutz der Kashmir eingebracht werden. Bei diesem Gefecht hielt die Jupiter am längsten die erfolglose Verfolgung der sich zurückziehenden deutschen Zerstörer aufrecht.
Unmittelbar nach dem Gefecht sicherte die Jupiter mit Jersey und Kashmir vom 30. November bis zum 2. Dezember 1940 die Verlegung des Leichten Kreuzers Manchester nach Gibraltar, der Truppen für Malta und Alexandria an Bord hatte. Der Kreuzer marschierte mit seiner Eskorte vom 8. bis 11. Dezember nochmals zurück nach Großbritannien, um weitere wertvolle Fracht zu laden. Zum Jahreswechsel sicherte die Jupiter wieder mit Jersey und Kashmir den Minenkreuzer Adventure beim Verlegen einer Minensperre in den South Western Approaches gegen befürchtete deutsche Überwasserangriffe.

### Einsätze 1941
Im Januar 1941 verlegte der Zerstörer Jupiter nach Gibraltar zur Force H, die zeitweise durch Schiffe der Home Fleet verstärkt wurde. Vom 31. Januar bis zum 4. Februar bildete er ab Gibraltar mit den Zerstörern Duncan, Encounter und Isis die Gruppe 3 der Force H, die den Verband vor allem gegen U-Boote sichern sollte, der mit den Bordflugzeugen des Flugzeugträgers Ark Royal Ziele auf Sardinien angriff (Operation Picket).
Vom 6. bis zum 9. Februar erfolgte dann der nächste Vorstoß mit der Force H zur Beschießung von Genua durch Schlachtkreuzer Renown, das Schlachtschiff Malaya und den Kreuzer Sheffield und Bordflugzeugeinsätze der Ark Royal mit Luftminen gegen La Spezia und Bombern gegen Livorno (Operation Grog). Wieder bildete der Zerstörer mit Duncan, Isis und der Firedrake zur U-Boot-Abwehr die Gruppe 3 des Verbandes, dem sechs weitere Zerstörer angehörten, darunter die Jersey.
Nach den beiden Einsätzen kam die Jupiter in Gibraltar in die Werft, musste wegen der Schäden jedoch am 23. Februar nach Plymouth zurückverlegen, wo im Devonport Dockyard die notwendigen Arbeiten erfolgen konnten. Die Schäden des Schiffes führten zu einer Ermittlung wegen möglicher Sabotage. Die Reparatur konnte erst im Mai 1941 abgeschlossen werden.
Am 18. Juni 1941 fing eine britische Kampfgruppe, bestehend aus dem Leichten Kreuzer Nigeria und den Zerstörern Bedouin, Tartar sowie der gerade wieder einsatzbereiten Jupiter das deutsche Wetterschiff Lauenburg im dichten Nebel nordöstlich von Jan Mayen ab, nachdem sie es mittels Huff-Duff geortet hatten. Die Besatzung der Lauenburg gab das Schiff auf, als die Tartar das Feuer eröffnete. Anschließend enterten die Briten das Schiff und erbeuteten wertvolle Unterlagen und die Chiffriermaschine. Danach wurde das Wetterschiff auf der Position 73° 2′ N, 3° 13′ W versenkt.
Im Juli erfolgte der Einbau von Oerlikon-Maschinenkanonen bei Scotts in Greenock und noch eine weitere Reparatur in Liverpool. Der für die „14th Destroyer Flotilla“ der Mediterranean Fleet vorgesehene Zerstörer verließ am 3. August den Clyde mit den Truppengeleit WS 10 von 19 Transportern, das er mit dem Schweren Kreuzer London, der allerdings am 10. im Nordatlantik durch die Edinburgh ersetzt wurde, als „Ocean Escort“ bis Kapstadt begleiten sollte. Der Geleitzug hatte Verstärkungen für die britische Truppen im Mittleren Osten und Singapur an Bord. Nach einem kurzen Aufenthalt in Freetown erreichte der Geleitzug am 2. September Kapstadt. Die Jupiter suchte eine Werft in Durban auf, um Stellen am Vorschiff zu verstärken und die Ursachen von Lecks zu beseitigen. Vom 12. bis zum 24. September verlegte der Zerstörer dann durch den Indischen Ozean und das Rote Meer zu seiner Flottille.
Schon im November wurde die Jupiter an die in Singapur zu bildende Force Z abgegeben und verließ am 15. November 1941 Alexandria zusammen mit der ebenfalls zur Eastern Fleet versetzten Encounter. Am 28. November schlossen sich die von der Mittelmeerflotte abgestellten Zerstörer in Colombo den aus Großbritannien entsandten Verstärkungen (Schlachtschiff Prince of Wales sowie die Zerstörer Electra und Express) an. Am 30. wurde der Verband noch durch den aus Trincomalee kommenden Schlachtkreuzer Repulse verstärkt, der zuletzt vor allem Truppengeleite begleitet hatte und schon eine Woche früher Ceylon erreicht hatte. Zusammen setzten sie Kurs auf Singapur, wo sie am 2. Dezember eintrafen.
Der Zustand der Jupiter erforderte einen erneuten Dockaufenthalt und sie nahm am 8. Dezember nicht am Vorstoß der Force Z gegen die japanischen Invasionsstreitkräfte teil, der zum Untergang der beiden britischen Großkampfschiffe am 10. Dezember 1941 führte.

### Das Ende derJupiter
Die Jupiter wurde nach dem Untergang der schweren britischen Einheiten in der Geleitsicherung zwischen Singapur und den Sunda-Inseln eingesetzt.
Am 17. Januar 1942 gelang es der Jupiter, das japanische U-Boot I-60 zu versenken, das durch die Sunda-Straße laufen wollte. Der Zerstörer war jetzt Teil der neu gebildeten britischen „China Force“ für Geleitaufgaben zwischen Singapur, der Sunda-Straße und Java mit den Kreuzern Danae, Dragon und Durban, den Zerstörern Encounter, Express, Electra, Stronghold und der australischen Vampire sowie der indischen Sloop Jumna und der australischen Yarra.
Zur Ablenkung von niederländischen Geleiten zur Truppenverlegung nahm der Zerstörer Anfang Februar an einem britischen Vorstoß mit dem Kreuzern Exeter und der australischen Hobart sowie den Zerstörern Encounter teil. Ab Mitte des Monats brachte der Zerstörer vorrangig Flüchtlinge aus Singapur nach Sumatra oder Java.
Auf dem Rückmarsch von der Schlacht in der Java-See, an der sie mit Electra und Encounter eine Zerstörergruppe bildete, lief die Jupiter am 28. Februar 1942 nördlich von Java auf eine Seemine, die der niederländische Minenleger Gouden Leeuw früher am Tag verlegt hatte und sank auf 6° 45′ S, 112° 6′ O.

## Bewaffnung
Die Bewaffnung bestand aus sechs 120-mm-Kanonen in Doppellafetten Mk.XII zum Einsatz gegen See- und Luftziele (zwei Türme vor der Brücke, der hintere in überhöhter Position; eine Lafette auf einer Plattform hinten). Als Flakbewaffnung besaß der Zerstörer ein 2-Pfünder-Vierlingsgeschütz Mk.VIII auf einer Plattform hinter dem Schornstein sowie zwei Vierlings-0,5-inch-(12,7-mm)-Fla-MGs. Zehn Torpedorohre in zwei Sätzen von je fünf Rohren komplettierten die Bewaffnung.
Die Bewaffnung der Jupiter wurde bis zu ihrem Untergang 1942 nur in zwei Punkten verändert. Wie eine Vielzahl der Zerstörer aller Klassen gab sie einen Torpedosatz von Bord. An Stelle des achteren Satzes wurde dann eine 102-mm-L/45-Mk.V-Flak montiert. 1941 wurden auch die beiden Vierlings-Fla-MGs von Bord gegeben und das Schiff, wie viele andere Zerstörer mit vier 20-mm-L/70-Oerlikon-Mk.II-Kanonen zur Verbesserung der Flugzeugabwehr-Fähigkeiten ausgerüstet.